# Lester Carney
Lester Carney, född 31 mars 1934 i Bellaire i Ohio, är en före detta amerikansk friidrottare.
Carney blev olympisk silvermedaljör på 200 meter vid olympiska sommarspelen 1960 i Rom.